# 水口镇 (云阳县)
水口乡，是中华人民共和国重庆市云阳县下辖的一个乡镇级行政单位。

## 行政区划
水口乡下辖以下地区：
夜合社区、水口村、老林村、枣子村和佛安村。